# وحید غلام‌آزاد
وحید غلام‌آزاد یک بازیکن بسکتبال با ویلچر اهل ایران است.

## افتخارات
- نشان برنز بازی‌های پاراآسیایی ۲۰۱۴ به میزبانی اینچئون کره جنوبی[۱][۲][۳]